# کورتیس گاتری
کورتیس گاتری (انگلیسی: Kurtis Guthrie؛ زادهٔ ۲۱ آوریل ۱۹۹۳) بازیکن فوتبال اهل بریتانیا است.
از باشگاه‌هایی که در آن بازی کرده‌است می‌توان به باشگاه فوتبال بث سیتی، باشگاه فوتبال ولینگ یونایتد، باشگاه فوتبال ساوتپورت، باشگاه فوتبال فارست گرین راورز، و باشگاه فوتبال آکرینگتون استنلی اشاره کرد.
وی همچنین در تیم‌های ملی فوتبال Jersey official football team و England C national football team بازی کرده‌است.